# George McCrae
George Warren McCrae (West Palm Beach, 19 ottobre 1944) è un cantante statunitense.
Tra i primi artisti disco music, McCrae è diventato celebre grazie alla sua hit del 1974 Rock Your Baby, rimasta al primo posto nella Billboard Hot 100 per due settimane.

## Biografia
Nato nel 1944 a West Palm Beach, in Florida, George McCrae formò nei primi anni sessanta un gruppo vocale del quale faceva parte anche la futura moglie Gwen, di cui sarà il manager.
Intorno al 1970 venne scritturato dalla Alston Records ma senza ottenere alcun successo.
Quando stava per abbandonare la carriera di cantante per seguire le orme del padre poliziotto, gli si presentò l'occasione di interpretare Rock Your Baby, che i suoi autori Harry Wayne Casey e Richard Finch avrebbero originariamente voluto far interpretare a Gwen o Betty Wright. Il brano, uno dei primi della disco music, vendette milioni di copie e riuscì a entrare nelle classifiche di tutto il mondo.
George McCrae continuò a registrare musica anche negli anni successivi, ma non riuscì a ripetere il successo del singolo d'esordio: la sua canzone One Step Closer (To Love) del 1984 entrò soltanto nelle classifiche del Regno Unito.
Durante la seconda metà degli anni novanta interruppe l'attività artistica per poi riprenderla nel 2009.

## Discografia

### Album
- 1974 – Rock Your Baby
- 1975 – George McCrae
- 1975 – Together Again
- 1976 – Diamond Touch
- 1979 – We Did It
- 1985 – One Step Closer
- 1985 – Love's Been Good to Me
- 1987 – I Feel Love for You
- 1991 – Diamond Collection
- 1991 – With All My Heart
- 1993 – Golden Classics
- 1993 – Music Mirror
- 1995 – Do Something
- 1996 – Romance
- 2009 – Time for a Change
- 2016 – Love